# Cogliate
Cogliate é uma comuna italiana da região da Lombardia, província de Monza e Brianza, com cerca de 7.656 habitantes. Estende-se por uma área de 6 km², tendo uma densidade populacional de 1276 hab/km². Faz fronteira com Lentate sul Seveso, Rovello Porro (CO), Misinto, Barlassina, Seveso, Saronno (VA), Cesano Maderno, Ceriano Laghetto.

## Demografia
| Variação demográfica do município entre 1861 e 2011                               |
|                                                                                   |
| Fonte: Istituto Nazionale di Statistica (ISTAT) - Elaboração gráfica da Wikipedia |